# Хиландарский медицинский кодекс
Хиландарский медицинский кодекс (сербохорв. Хиландарски медицински кодекс) — средневековое собрание медицинских трудов XV–XVI веков. Обнаружен в 1952 году в Хиландаре историком Джордже Радойчичем.

## Описание
Кодекс известен как единственный сохранившихся сборников сочинений на медицинскую тему, созданных выходцами из университетов Салерно и Монпелье — крупнейших и наиболее передовых медицинских школ своего времени, написанным на национальном языке, а не на латыни. Предполагается, что кодекс возник в конце XV или начале XVI века  века, хотя некоторые сочинения были написаны намного раньше.
Фототипное издание хиландарской рукописи вместе с 414 страницами факсимиле было опубликовано в 2006 году, а девять лет был опубликован перевод старославянского текста на современный сербский язык с вводными исследованиями, посвященные истории сербской средневековой медицины. Записи Медицинского кодекса Хиландара включают:
- Спис о познавању обољења по питању пулса
- Фармаколошки спис
- Спис о отровима
- Спис о заразним болестима
- Спис о утврђивању болести помоћу мокраће (уроскопији)
- Спис о маларији
- Списи о припремању лекова
- Спис о обољењу каузос (пегавом тифусу?)
- Спис о акутним огњицама
- Спис о пуштању крви
- Спис о цревним инфективним обољењима
- Спис о лекарској етици